# James H. Wilson
James Harrison Wilson (Shawneetown, 2 settembre 1837 – Wilmington, 23 febbraio 1925) è stato un generale e ingegnere topografico statunitense.
Ufficiale dell'esercito degli Stati Uniti d'America e generale dell'esercito dell'Unione durante la Guerra civile americana, soltanto tre generali della Guerra civile americana vissero più a lungo di lui: Nelson A. Miles, John R. Brooke, e Adelbert Ames